# Expository Times
 Expository Times  è una rivista accademica mensile in lingua inglese, fondata nel 1889 dal teologo James Hastings.
La rivista associa questioni teoriche e pratiche della pastorale cristiana con la più recente bibliografia internazionale in tema di studi religiosi, studi biblici e filosofia. Ogni numero pubblica un sermone da parte di noti predicatori corrdato da note esegetiche.

## Indicizzazione
Gli articoli e i relativi abstract sono indicizzati da:
- Arts and Humanities Citation Index
- ATLA Religion Database
- New Testament Abstracts
- SCOPUS